# Розплуце-Друге
Розплуце-Друге (пол. Rozpłucie Drugie) — село в Польщі, у гміні Людвін Ленчинського повіту Люблінського воєводства.
Населення — 153 особи (2011).

## Демографія
Демографічна структура станом на 31 березня 2011 року:
|          | Загалом | Допрацездатний вік | Працездатний вік | Постпрацездатний вік |
| -------- | ------- | ------------------ | ---------------- | -------------------- |
| Чоловіки | 82      | 21                 | 58               | 3                    |
| Жінки    | 71      | 18                 | 39               | 14                   |
| Разом    | 153     | 39                 | 97               | 17                   |